# 石岡久乃
石岡 久乃（いしおか ひさの）は、日本のピアニストである。

## 略歴・人物
桐朋女子高校音楽科を経て、桐朋学園大学ピアノ科を卒業。同大学弦楽器伴奏研究員修了。安宅薫とピアノ・デュオ「プリムローズ・マジック」を組んでいる。1987年、石岡と安宅はプリムローズ・マジックとして第3回セルジョ・ロレンチ国際コンクールにおいて第2位に入賞をはたす。
以後、NHK交響楽団、東京フィルハーモニー交響楽団、読売日本交響楽団、東京都交響楽団、パイヤール室内管弦楽団など多数のオーケストラと2台のピアノのための協奏曲を共演する。また、NHK-FMに出演したり、各地でのデュオリサイタル、親子コンサートなどの活動を行ったりしている。ビクターエンタテインメントより4枚のCDをリリース。桐朋学園大学非常勤講師、及び同大学附属「子供のための音楽教室」別科講師。

## 特記すべき活動
上野樹里が主演するテレビドラマ「のだめカンタービレ(2006)」で、自由に編曲してしまい楽譜通りに弾けないピアニスト野田恵の音源役として数曲を演奏した。中でも、ベートーヴェン『ピアノ・ソナタ #8, ハ短調, Op.13, 「悲愴」 - 2.』では、絶妙に崩れたはちゃめちゃな編曲を見事に弾きこなしドラマの「悲惨な」ワンシーンを見事に飾った。また、モーツァルトの『2台のピアノのためのソナタ, ニ長調, K 448 - 1.』では、これもはちゃめちゃな編曲を安宅とぴったり息のあったデュオ演奏で見事にこなし、劇中の重要なシーンを作り上げた。これらの演奏はEpic Recordから発売されたCD「のだめオーケストラ LIVE!」に収録されている。